# Sard (Turska)
Sard, također Sardis ili Sardes (lat. iz lid. Sfardis, grč. Σάρδεις, perz. Sparda) bio je glavni grad drevne kraljevine Lidije, čiji se ostaci danas nalaze u dolini rijeke Gediz, u pokrajini Manisa u Turskoj, pokraj modernog naselja Sart. 
Drevni Sard, glavni grad Lidijaca, moćne civilizacije iz željeznog doba (8.-6. stoljeće pr. Kr.) poznate po bogatstvu i ranoj proizvodnji novca, imao je jedinstvenu urbanu strukturu s utvrđenim zidinama, terasama i odvojenim zonama, uključujući naselja, svetišta i groblja, koji su upisani na UNESCO-ov popis mjesta svjetske baštine u Aziji 2025. god., zajedno s obližnjom nekropolom Bin Tepe koja sadrži neke od najvećih tumula na svijetu.

## Povijest
Na području Sarda otkriveni su ostatci iz mlađega kamenoga doba, nekropola iz lidijskoga razdoblja (3000.-2500. pr. Kr.), južno od jezera Gygea ili Koloè, te najstariji lidijski kovani novac i epigrafski spomenici (6. stoljeće pr. Kr.) važni su za upoznavanje lidijskoga jezika). Naime, Lidijci su razvili zaseban jezik i vjerski sustav te su se često spominjali u grčkim, rimskim i europskim tekstovima.
Homerov grad Hyde ( Ὕδη) , spomenut u Ilijadi kao glavni grad Meonjana, možda je bio upravo Sard. Prvi pisani spomen grada nalazi se u Eshilovim Perzijancima, 472. pr. Kr. 
Izgradnja snažno utvrđene citadele pripisuje se kralju Melesu (745.-733. pr. Kr.), za kojeg se kaže da je ondje smjestio svoju palaču i riznicu. S druge strane rijeke Paktol (Πακτωλός, Paktōlós) razvio se slabije zaštićen “donji grad”, kojega su napali Kimerijci 652. pr. Kr. Povijesne studije slažu se da su Lidijci u Sardu kovali prve kovanice na svijetu, još od oko 560. pr. Kr. 
I Herodot je pripovijedao priču kako je novac izum Kreza (560.-546. pr. Kr.), kralja Lidije, čiju prijestolnicu Sard presijeca rijeka Paktol koja prirodno prenosi elektrum, prirodnu leguru jantarne boje (u prosjeku 75% zlata s 25% srebra i bakra).
Sard je najveći uspon doživio upravo u doba vladavine bogatog kralja Kreza, kojeg je zbacio perzijski vladar Kir Veliki. Nakon toga postaje jedan od značajnijih gradova zapadnog Perzijskog Carstva, kojeg su početkom 5. stoljeća pr. Kr. poharali Grci (Jonski ustanak) i time izazvali početak Grčko-perzijskih ratova. God. 334. pr. Kr. osvojio ga je Aleksandar Veliki, a 218. pr. Kr. grad je razorio pergamski vladar Antioh III. Veliki Obnovljen je u 2. stoljeću pr. Kr. kada je došao pod rimsku vlast, 133. pr. Kr. Prema Tacitu, 17. godine uništio ga je potres, a potom ga je car Tiberije  obnovio, a car Hadrijan uljepšao.
U doba rimske vladavine bio je sjedište prokonzula, odnosno glavni grad rimske provincije Lidije. Kao jedna od Sedam crkava Azije, spominje se u knjizi Otkrivenja koja njegove stanovnike opisuje kao malodušne. Važnost grada proizlazila je iz njegove vojne moći, strateške važnosti jer se nalazio na putu iz unutrašnjosti Anatolije prema obalama Egejskog mora, te zbog plodosti tla u dolini rijeke Hermo. 
Nakon uspostave nove cestovne mreže, Carigrad je postao glavni grad Istočnog Rimskog Carstva, a Sard se našao izvan glavnih cesta i počeo propadati. Unatoč tome, ostao je simbolički važan kao metropolitsko sjedište provincije Sard od 295. godine. U 10. stoljeću, Konstantin VII. Porfirogenet stavio ga je na treće mjesto u temi (provinciji) Trakije, nakon Efeza i Smirne.
Godine 1306. grad je predan Seldžucima, čiji upadi u regiju datiraju još iz 11. stoljeća. Godine 1402. potpuno ga je uništio mongolski vladar Timur.

## Arheološka iskapanja i otkrića
U 19. stoljeću ruševine Sarda sadržavale su uglavnom rimske ostatke i među prvim istraživačima nalazišta bio je Britanac George Dennis koji je u krugu Artemidinog hrama otkrio ogromnu mramornu glavu Faustine Starije (visoka 1,76 m), supruge Antonina Pija. Glava je vjerojatno bila jedna od para kolosalnih kipova posvećenih carskom paru, a danas se čuva u Britanskom muzeju.
Prvu veliku arheološku ekspediciju na nalazište Sarda proveo je tim sa Sveučilišta Princeton pod vodstvom Howarda Crosbyja Butlera između 1910. i 1914. godine, a otkrio je Artemidin hram i preko tisuću lidijskih grobnica. Kampanju iskapanja prekinuo je Prvi svjetski rat, a zatim Turski rat za nezavisnost, s kratkim nastavkom 1922. godine. Neki artefakti s Butlerovih iskapanja dodani su u zbirku Metropolitanskog muzeja umjetnosti u New Yorku.
Daljnju ekspediciju poznatu kao Arheološko istraživanje Sarda vodili su 1958. G. M. A. Hanfmann, profesor na Odsjeku za likovne umjetnosti Sveučilišta Harvard, i Henry Detweile, dekan Arhitektonskog fakulteta Sveučilišta Cornell. U gradu i regiji, Hanfmann je iskopao i restaurirao veliki kompleks rimskih kupelji i teretana, sinagogu, kasnorimske kuće i trgovine, lidijski industrijski pogon za preradu elektruma u čisto zlato i srebro, druga područja lidijske okupacije i humke Bin Tepea.
Od 1958. godine, sveučilišta Harvard i Cornell sponzoriraju godišnje arheološke ekspedicije u Sard. Ova iskapanja otkrila su možda najimpresivniju sinagogu zapadne dijaspore ikad otkrivenu od antike, s više od osamdeset grčkih i sedam hebrejskih natpisa, kao i brojne mozaične podove. 
- Ostaci Lidijskog zida i kuća u Sardu.
- Rimska cesta s bizantskim trgovinama u Sardu.
- Glavna dvorana sinagoge u Sardu.
- Bizanstka crkva uz Artemidin hram.
- Stup iz Artemidinog hrama u Sardu, Muzej Metropolitain, New York

## Vanjske poveznice
|  | Zajednički poslužitelj ima još gradiva o temi Sard |

- Arheološka istraživanja grada Sarda (Muzej umjetnosti u Harvardu)  Arhivirana inačica izvorne stranice od 21. veljače 2009. (Wayback Machine)
- Potraga za Sardom (Harvard Magazine)  Arhivirana inačica izvorne stranice od 16. prosinca 2012. (Wayback Machine)
- Sard (Metropolitan Museum of Art, New York)
- Sard, Turska - fotografije
- Enciklopedija klasičnih gradova Princeton - Sard
- Sardes, Livius.org